# Liste der Bodendenkmale in Gehofen
In der Liste der Bodendenkmale in Gehofen sind alle Bodendenkmale der Gemeinde Gehofen aufgelistet. Grundlage ist die Auflistung von Erhard Schröter aus dem Jahr 1986 und die Datenbank herausragender archäologischer Denkmale des Thüringisches Landesamtes für Denkmalpflege und Archäologie. Die Baudenkmale sind in der Liste der Kulturdenkmale in Gehofen aufgeführt.
| Denkmal-ID | Fundart      | Ortsteil | Bezeichnung            | Zeitstellung         | Lage                                                  | Bemerkungen | Bild |
| ---------- | ------------ | -------- | ---------------------- | -------------------- | ----------------------------------------------------- | ----------- | ---- |
| ?          | Burganlage   | Gehofen  | Wasserburg „Die Insel“ | Mittelalter          | Nordöstlicher Ortsrand, im jetzt verfüllten Dorfteich |             |      |
| ?          | Steindenkmal | Gehofen  | Steinkreuz             | Mittelalter, Neuzeit | Westlicher Ortsrand, in Vorgartenmauer                |             |      |